# Guacara (rijeka)
Guacara je rijeka u Venezueli. Ulijeva se jezero Valencia (endoreički bazen).